# We are Buono!
『We are Buono!』是日本的女子偶像組合Buono!的第3張專輯。2010年2月10日發售。發售公司是波麗佳音。

## 收錄曲

### CD
1. One Way = My Way
（作詞：川上夏季、作曲・編曲：木之下慶行）
2. Our Songs
（作詞：三浦徳子、作曲：つんく、編曲：西川進）
10th單曲
3. Independent Girl〜独立女子であるために
（作詞：岩里祐穂、作曲・編曲：木之下慶行）
4. MY BOY
（作詞：三浦徳子、作曲：つんく、編曲：西川進）
7th單曲
5. うらはら
（作詞：岩里祐穂、作曲：FLAT5th Yoshiaki Okamoto、編曲：西川進）
6. Take It Easy!
（作詞：三浦徳子、作曲：つんく、編曲：西川進）
8th單曲
7. Bravo☆Bravo
（作詞：三浦徳子、作曲：つんく、編曲：西川進）
9th單曲
8. カタオモイ。
（作詞：川上夏季、作曲・編曲：AKIRASTAR ）
9. Blue-Sky-Blue
（作詞：川上夏季、作曲：ムラマツテツヤ、編曲：西川進）
10. 紅茶の美味しい店
（作詞：橋本淳、作曲：筒美京平、編曲：小林俊太郎）
11. タビダチの歌
（作詞：岩里祐穂、作曲：Gajin、編曲：佐久間誠）
12. We are Buono!〜Buono!のテーマ♡
（作詞・作曲・編曲：AKIRASTAR）

## 外部連結
- Hello!Project官方網站